# 小松原庸子
小松原 庸子（こまつばら ようこ、1931年3月2日 - ）は、日本の舞踊家。日本人フラメンコダンサーの第一人者。

## 概要
常磐津勝蔵の長女として東京府東京市浅草区柳橋で生まれ、邦楽一家の中で育つ。幼い頃から、三味線、日本舞踊、クラシック・バレエなどを習い、15歳のとき、小牧バレエ団に入団。俳優座で演劇活動も始める。女子美術大学付属高等学校出身。
1958年（昭和33年）に単身スペインにわたり、エンリケ=エル=コホらにフラメンコを学びステージに立つようになる。帰国後の1969年（昭和44年）スペイン舞踊団を結成。
俳優の菅原謙次は実兄。

## 主な受賞歴
- 1975年、アントニオ・マイレナ特別賞
- 1978年、イサベル・ラ・カトリカ勲章（英語版） - 日本女性で初めて受章[3]
- 1983年、芸術祭舞踊部門大賞『ゴヤ』（文化庁）
- 1989年、ジェラルド・ブレナン賞（アンダルシア文化協会）
- 1993年、文化庁最優秀舞台
- 1996年、紫綬褒章
- 2004年、旭日小綬章
- 2005年、アミーゴス・デ・アンダルシア（アンダルシア州政府）
- 2006年、コンパス・デル・カンテ特別賞（スペイン政府）、APDE賞（スペイン国）
- 2009年、イザベル女王勲章　エンコミエンダ章（スペイン国王陛下）[3]

## テレビ出演
- 教授と次男坊（1961年 - 1963年、日本テレビ） - 有島弓子 役